# La sorgente del fiume
La sorgente del fiume è un film del 2004 diretto da Theodoros Angelopoulos.

## Trama
Grecia, anni trenta / anni quaranta.
Nel golfo di Salonicco, sulla sponda del fiume Vardar, giungono da Odessa centinaia di profughi sfuggiti all’Armata Rossa. Siamo nel 1919. In testa al gruppo, il capo villaggio con la moglie, il figlio e una bambina orfana, la piccola Eleni. Si stabiliscono accanto al fiume e vivono con umiltà e dignità in pace. Anni dopo, Eleni partorisce di nascosto dalla comunità due gemelli, avuti da Nikos, il ragazzo con il quale è cresciuta come una sorella. I due sono molto innamorati, ma per salvare le apparenze i gemelli vengono dati in adozione, mentre Eleni, secondo costume della comunità, è costretta a sposare il capo del villaggio, che l’ha cresciuta come una figlia.
La ragazza però fugge con Nikos, l’amato, proprio nel giorno del matrimonio. I due sono costretti a nascondersi, e a vivere da nomadi, rasentando la miseria, ma sono innamorati e felici. Nikos è un bravo suonatore di fisarmonica e conosce alcuni musicisti con i quali si esibirà per racimolare qualche soldo. I due ragazzi decidono di riprendersi i figli, e tornare nella casa familiare. Non solo hanno problemi a farsi accettare dalla comunità, ma il fiume esonda, portando tutti ad emigrare altrove. La guerra incombe: Nikos emigrerà in America, Eleni sarà arrestata e vedrà i cadaveri di entrambi i figli, soldati di due opposte fazioni.